# Breuilpont
Breuilpont är en kommun i departementet Eure i regionen Normandie i norra Frankrike. Kommunen ligger i kantonen Pacy-sur-Eure som tillhör arrondissementet Évreux. År 2022 hade Breuilpont 1 212 invånare.

## Befolkningsutveckling
Antalet invånare i kommunen Breuilpont
Referens:INSEE